# Robert Jonquet
Robert Jonquet, född 3 maj 1925 i Paris, död 18 december 2008, var en fransk fotbollsspelare och tränare. Han spelade under större delen av sin karriär för Reims där han vann fem ligatitlar och medverkade i två finaler av Europacupen. Jonquet ansågs vara en av världens bästa försvarare under sin tid. Han har även spelat 58 landskamper för Frankrikes landslag och var med när Frankrike vann VM-brons 1958. Efter sin bortgång döptes en av läktarna i hans namn på Reims hemmaplan Stade Auguste Delaune.

## Karriär

### Klubblag
Efter att ha spelat i ett antal mindre klubbar utanför Paris skrev Robert Jonquet på för Reims 1942. 1945 blev han ordinarie som libero och säsongen 1948/49 vann han Ligue 1 för första gången. De kommande åren fortsatte att vara framgångsrika för Reims då man vann flera ligatitlar, Coupe de France och franska supercupen. 1956 spelade klubben även i finalen av Europacupen, där man dock förlorade mot Real Madrid med 4-3.
1958 vann Reims trippeln (ligan, cupen och supercupen), och året efter var man framme i ytterligare en final mot Real Madrid i Europacupen. Reims lyckades inte få revansch för finalförlusten tre år tidigare och förlorade nu med 2-0. Robert Jonquet avslutade karriären i Reims med att vinna sin femte ligatitel med klubben samt supercupen, innan han skrev på för två säsonger med Strasbourg i Ligue 2. Han förde upp laget till Ligue 1 och spelade ytterligare en säsong innan han avslutade karriären.

### Landslag
För Frankrikes landslag gjorde Jonquet 58 landskamper och deltog både i VM 1954, samt VM 1958. I VM 1958 spelade han fem matcher, alla som lagkapten. I semifinalen mot Brasilien skadade sig Jonquet efter en duell med Vavá. Under den här tiden var byten av spelare förbjudet och Jonquet var tvungen att spela vidare. I halvtid fick han smärtstillande, men han kunde varken springa eller passa, vilket gjorde att han förpassades till vänsterkanten resten av matchen. Frankrike förlorade till slut med 5-2 men kunde vinna (utan Jonquet) med 6-3 i bronsmatchen mot Västtyskland.
Robert Jonquet spelade sin sista match för Frankrike mot Tjeckoslovakien i Europacupen för landslag 1960.

## Meriter
Reims
- Ligue 1: 1949, 1953, 1955, 1958, 1960
- Coupe de France: 1950, 1958
- Franska supercupen: 1955, 1958, 1960

Frankrike
- VM-brons: 1958